# Henri Hecaen
Henri Hécaen (Brest, 5 de mayo de 1912 - París, 8 de junio de 1983) fue un psiquiatra y neuropsicólogo francés .

## Biografía
Alumno de Henri Ey y colaborador de Julián de Ajuriaguerra, es conocido por sus estudios sobre los zurdos. Demostró, por ejemplo, que los sujetos que tenían un pariente cercano zurdo tenían una lateralización menos marcada en la organización del lenguaje. Promovió la neuropsicología como disciplina autónoma:  La neuropsicología es la disciplina que se ocupa de las funciones mentales superiores en su relación con las estructuras cerebrales.

## Obras
- Introducción a la neuropsicología. , Ed. : Librería Larousse, 1972.